# Nando Tamberlani
Fernando Tamberlani, detto Nando (Campi Salentina, 13 gennaio 1896 – Milano, 11 maggio 1967), è stato un attore, scenografo e regista italiano.

## Biografia
Nato in una famiglia di attori teatrali, figlio di Vincenzo Tamberlani, e fratello di Carlo di Luisa ed Ermete, debutta giovanissimo in alcuni spettacoli di Leopoldo Fregoli, per passare ad altre compagnie di prosa come quella di Annibale Betrone e Ermete Zacconi dove svolge anche l'attività di regista e scenografo.
Nei primi anni 30 viene scritturato per realizzare le scenografie degli spettacoli di Ettore Petrolini, nel 1937 debutta nel cinema, come caratterista nella pellicola Felicita Colombo per la regia di Mario Mattoli, sarà l'inizio di una lunga serie di circa 70 film sino al 1965.
Nel dopoguerra realizza anche alcuni documentari di tematica religiosa.

## Filmografia
- Felicita Colombo, regia di Mario Mattoli (1937)
- Boccaccio, regia di Marcello Albani (1940)
- Pia de' Tolomei, regia di Esodo Pratelli (1941)
- Turbine, regia di Camillo Mastrocinque (1941)
- Divieto di sosta, regia di Marcello Albani (1941)
- L'ultimo ballo, regia di Camillo Mastrocinque (1941)
- Solitudine, regia di Livio Pavanelli (1941)
- La pantera nera, regia di Domenico Gambino (1942)
- Soltanto un bacio, regia di Giorgio Simonelli (1942)
- C'è un fantasma nel castello, regia di Giorgio Simonelli (1942)
- Malombra, regia di Mario Soldati (1942)
- Redenzione, regia di Marcello Albani (1942)
- Addio, amore!, regia di Gianni Franciolini (1943)
- Malìa, regia di Giuseppe Amato (1946)
- L'apocalisse, regia di Giuseppe Maria Scotese (1947)
- Il bacio di una morta, regia di Guido Brignone (1949)
- Biancaneve e i sette ladri, regia di Giacomo Gentilomo (1949)
- Donne senza nome, regia di Géza von Radványi (1950)
- Il ladro di Venezia, regia di John Brahm (1950)
- Buon viaggio, pover'uomo, regia di Giorgio Pàstina (1951)
- Gli uomini non guardano il cielo, regia di Umberto Scarpelli (1951)
- Altair, regia di Leonardo De Mitri (1956)
- Le schiave di Cartagine, regia di Guido Brignone (1956)
- Noi siamo le colonne, regia di Luigi Filippo D'Amico (1956)
- Orizzonte infuocato, regia di Roberto Bianchi Montero (1957)
- Le notti di Lucrezia Borgia, regia di Sergio Grieco (1959)
- La Venere dei pirati, regia di Mario Costa (1960)
- Costantino il Grande, regia di Lionello De Felice (1961)
- L'ultimo dei Vikinghi, regia di Giacomo Gentilomo (1961)
- Ercole alla conquista di Atlantide, regia di Vittorio Cottafavi (1961)
- Ercole contro Roma, regia di Piero Pierotti (1964)